# 馬賊盆地 (亞利桑那州)
馬賊盆地（英語：Horse Thief Basin）是位於美國亞利桑那州亞瓦派縣的一個非建制地區。該地的面積和人口皆未知。

## 地理
馬賊盆地的座標為34°09′40″N 112°17′35″W / 34.16111°N 112.29306°W，而該地的平均海拔高度為890米（即2920英尺）。